# Molophilus horridus
Molophilus horridus är en tvåvingeart som beskrevs av Alexander 1927. Molophilus horridus ingår i släktet Molophilus och familjen småharkrankar. Inga underarter finns listade i Catalogue of Life.